# Maḩmūdābād-e Now
Maḩmūdābād-e Now (persiska: مَحمودابادِ نُو, مَحمود آباد نُو, مَهمودَباد, مَهود آباد نُو, محمود آباد نو) är en ort i Iran.   Den ligger i provinsen Teheran, i den centrala delen av landet, 50 km sydost om huvudstaden Teheran. Maḩmūdābād-e Now ligger 960 meter över havet och antalet invånare är 169.
Terrängen runt Maḩmūdābād-e Now är platt, och sluttar söderut.Runt Maḩmūdābād-e Now är det tätbefolkat, med 297 invånare per kvadratkilometer. Närmaste större samhälle är Varamin, 13,3 km väster om Maḩmūdābād-e Now. Trakten runt Maḩmūdābād-e Now är ofruktbar med lite eller ingen växtlighet.